# Diaforite
La diaforite (simbolo IMA: Dpr) è un minerale piuttosto raro della classe dei "solfuri e solfosali". La sua composizione chimica è Pb2Ag3Sb3S8, cioè è costituito da piombo, argento, antimonio e zolfo e appartiene al gruppo dei solfosali ternari.

## Etimologia e storia
La diaforite fu descritta per la prima volta nel 1871 da Victor Leopold Ritter von Zepharovich, che chiamò il minerale con l'antica parola greca διαφορά ('diaphorá'= differenza). Con questo nome, Zepharovich ha voluto sottolineare la differenza con la freieslebenite, chimicamente simile.
Al fine di ottenere finalmente chiarezza per quanto riguarda il sistema cristallino, che è stato descritto più volte in modo diverso dalla scoperta della diaforite, Zepharovich ha analizzato vari campioni di minerali, che ha ricevuto dall'Università di Vienna e dall'Università Carolina di Praga. Poiché questi campioni provenivano principalmente dal tesoro New Hope of God vicino a Bräunsdorf (Oberschöna) nella Sassonia centrale (Germania) e Příbram nella Boemia centrale (Repubblica Ceca), entrambi i siti sono considerati località tipo. Durante le sue indagini, Zepharovich scoprì il minerale diaforite precedentemente sconosciuto, oltre alla freieslebenite. Secondo le sue analisi, si trattava di modifiche con la composizione chimica Ag4Pb3Sb4S11, che era la stessa tranne che per piccole differenze, per cui si riferì alla modificazione rombica come diaforite e alla modifica monoclina come freieslebenite.
Tuttavia, Zepharovich aveva ragione con i suoi risultati solo nella misura in cui si trattava di due minerali indipendenti. A causa di indagini più recenti da parte di Erwin Hellner, la composizione chimica e la struttura cristallina dovettero essere corrette nel 1959, arrivando alla composizione a tutt'oggi accettata (Ag3Pb2Sb3S8 o, più corretta da un punto di vista cristallochimico Pb2Ag3Sb3S8) e alla determinazione del sistema, che è monoclino.

## Classificazione
Nell'ormai obsoleta, ma ancora in uso, 8ª edizione della sistematica minerale secondo Strunz, la diaforite apparteneva alla classe dei "solfosali (S:As,Sb,Bi = x)", dove formava il gruppo senza nome II/E.17 insieme a freieslebenite, marrite, owyheeite e zoubekite.
La 9ª edizione della sistematica minerale di Strunz, valida dal 2001 e utilizzata dall'Associazione Mineralogica Internazionale (IMA), classifica la diaforite nel reparto "2.J Solfosali di archetipo PbS". Questo è ulteriormente suddiviso in base alla struttura cristallina e al metallo contenuto nel composto, in modo che il minerale possa essere trovato nella suddivisione "2.JB Derivati dalla galena, con Pb" in base alla sua composizione e struttura, dove è l'unico membro a formare il gruppo senza nome 2.JB.05.
Anche la sistematica dei minerali secondo Dana, che viene utilizzata principalmente nel mondo anglosassone, classifica la diaforite nella classe dei "solfuri e solfosali" e lì nella sottoclasse dei "solfosali". Qui è l'unico membro del gruppo senza nome 03.05.04 all'interno della suddivisione "Solfosali con il rapporto 2.5 < z/y < 3 e la composizione (A+)i(A2+)j[ByCz], A = metalli, B = semimetalli, C = non metalli".

## Abito cristallino
La diaforite cristallizza nel sistema monoclino nel gruppo spaziale P21/a (gruppo nº 14, posizione 3) con i parametri reticolari a = 15,85 Å, b = 5,90 Å, c = 17,92 Å e β = 116,4°, oltre a 4 unità di formula per cella unitaria.

## Caratteristiche chimico-fisiche
La diaforite fonde facilmente anche alla fiamma di una candela ed è solubile in acido nitrico (HNO3).

## Origine e giacitura
La diaforite si forma idrotermicamente nelle vene di minerale di media qualità, dove si trova principalmente in paragenesi con galena, miargirite, sfalerite, pirargirite, pirite e altri minerali solfurati, ma anche siderite e quarzo.
Essendo una formazione minerale piuttosto rara, la diaforite può essere abbondante in vari siti, ma nel complesso non è molto comune. Finora (a partire dal 2013), circa 110 siti sono considerati noti.
In Germania, oltre alla località tipo "Neue Hoffnung Gottes Fundgrube" vicino a Bräunsdorf, il minerale si trovava anche nella miniera "Vecchia speranza di Dio" vicino a Kleinvoigtsberg e nella cava "Beschert Glück" vicino a Zugo nel distretto di Freiberg in Sassonia, nella cava "Claus-Friedrich" vicino a Sankt Andreasberg in Bassa Sassonia e nella cava "Friedrich-Christian" nella Wildschapbachtal vicino a Schapbach nel Baden-Württemberg.
Nella Repubblica Ceca, la diaforite è apparsa in aggiunta alla sua località tipo Příbram nel suo distretto di Březové Hory e vicino a Malovidy, Kutná Hora (Kaňk, Poličany) e Jáchymov.
In Austria, il Gruppo del Kreuzeck (Alpe Niedermüller, Plattach) e Rottenstein (comune di Steinfeld) in Carinzia, nonché Straßegg vicino a Gasen, Feistritzwald, Inneres Kaltenegg vicino a Rettenegg e Graschnitzgraben vicino a Sankt Marein im Mürztal (Alpi di Fischbach) in Stiria sono noti come siti per la diaforite.
Molte altre località sono sparse in tutto il mondo.

## Forma in cui si presenta in natura
La diaforite è opaca in qualsiasi forma, sviluppa cristalli e aggregati granulari prismatici con una lucentezza metallica che sono striati parallelamente all'asse longitudinale. Il minerale ha un colore grigio acciaio, così come è grigio il colore del suo striscio, ma mostra un colore riflettente da bianco a grigiastro sulle superfici lucide.